# Matthias Quad

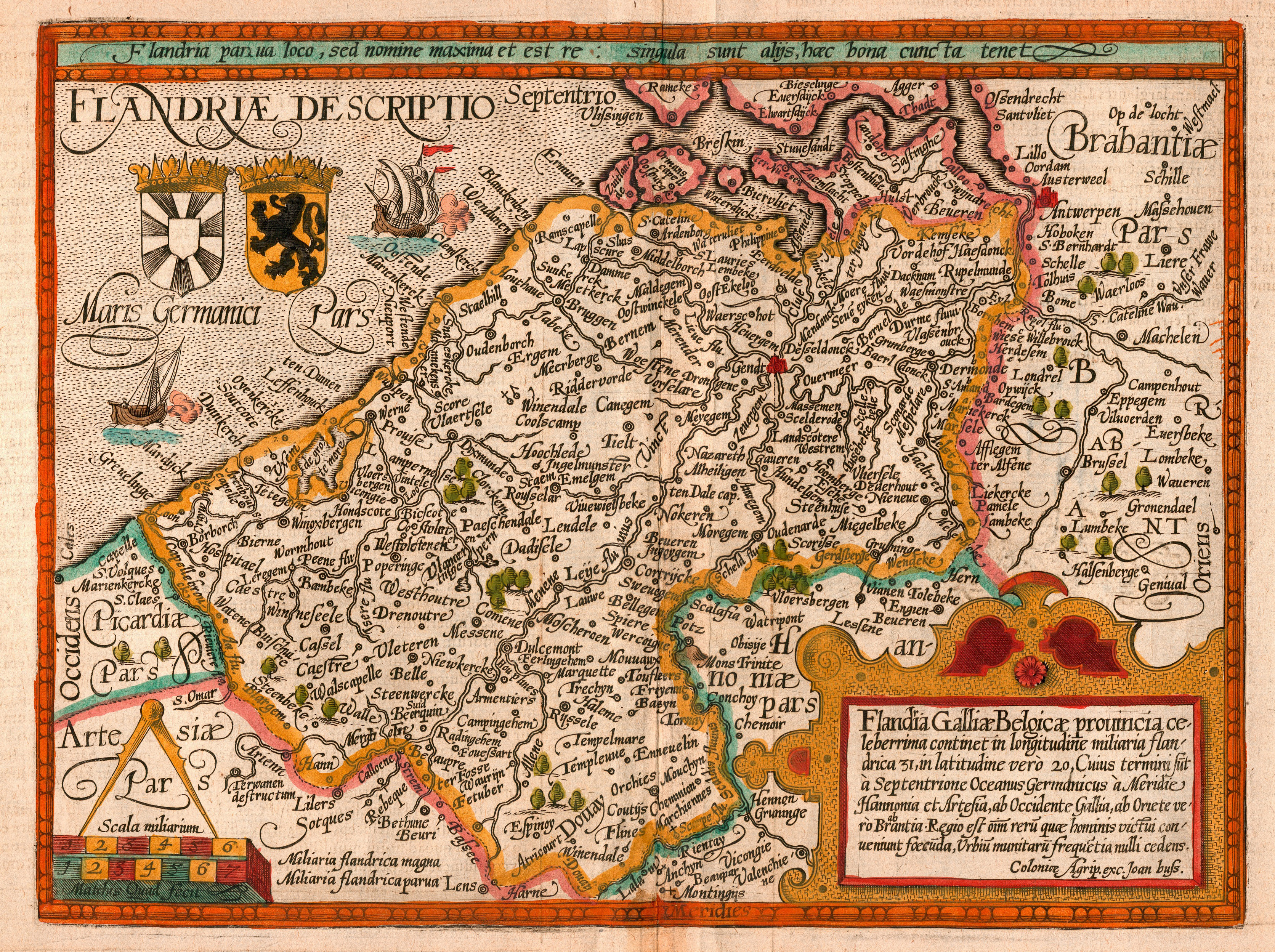
Karte Flanderns von Quad (1609)

Mat(t)hias Quad (auch Matthias Quadt von Kinckelbach; * 1557 in Deventer; † vor 29. Oktober 1613 in Eppingen) war ein historisch-geographischer Schriftsteller, Kupferstecher und Schulmeister.
Matthias Quad wurde in der niederländischen Stadt Deventer im Jahr 1557 geboren, als Sohn von Wilhelm Quad und Maria von Gülich, aus einer adeligen und bereits im 17. Jahrhundert freiherrlich rheinischen Familie. Von Kinckelbach nennt er sich allerdings erst in seinem letzten uns bekannten Werk Teutscher Nation Herligkeit. Kinckelbach zählte einst zu den Lehensorten des niederrheinischen Baronats Wickerad. Es war eine Burg oder ein Landgut der Quadschen Familie. Quad kehrte in seiner Kindheit mit seinen Eltern nach Wickrathberg zurück, dem Stammsitz dieses Quad-Zweiges, bevor er in die Pfalz zur Ausbildung geschickt wurde.

## Lehr- und Wanderjahre
In der Kurpfalz besuchte er von 1567 bis 1572 das Pädagogium in Heidelberg und danach die Schule zu Neuhausen. Nach dem Tod Friedrichs III. hob der streng lutherische Nachfolger Kurfürst Ludwig VI. die Schule auf, und Quad verließ vor Beendigung seines Studiums die Pfalz. Über die nächsten Jahre in Quads Leben ist nichts bekannt, denn aus seinen Schriften ist schwerlich zu entnehmen, welche Länder er bereist hat. Bereits in diesen Jahren hat er mit Silberschmieden Bekanntschaft gemacht und sich für Holz- und Kupferstich interessiert. Nach seinen Reisen ging Quad zurück nach Deventer, um bei dem Goldschmied Heinrich Friesen zu arbeiten. Bereits aus dem Jahr 1583 ist ein Kupferstich mit Quads Monogramm Q bekannt.

## Köln 1587 bis 1604
Die nächste Station in Quads Leben war Köln, weil dort ein florierender Verlagsbuchhandel, vor allem auch kartographischer Art, den Künstlern Beschäftigung bot. Ein führender Kupferstecher, der ebenfalls in Köln lebte, war Frans Hogenberg. Im Jahr 1592 entstand Quads erstes schriftstellerisches Werk, eine Art Atlas, bei dem der Text auf den Rückseiten der Karten gedruckt wurde. Mathias Quad war 1593 der deutsch-reformierten Gemeinde beigetreten und heiratete Margreth Stupers, nachdem er sich als selbstständiger Meister in Köln eingerichtet hatte. Von den Kindern dieser Ehe sind uns nur Anna (getauft 1601) und Florenz (getauft 1603) bekannt.
In einem Zeitraum von nur zwölf Jahren, von 1592 bis Ende 1604, verfasste Quad 18 historisch-geographische Schriften. Diese Werke wurden fast sämtlich in Köln verlegt, meist bei Johann Bussemacher und Wilhelm Lützenkirchen. Teils sind sie in lateinischer, teils in deutscher Sprache geschrieben. Zu dieser umfangreichen schriftstellerischen Tätigkeit kamen zahlreiche kleinere Darstellungen in Kupferstich und Holzschnitt hinzu.
Als Teilnehmer einer verbotenen gottesdienstlichen Zusammenkunft von Mitgliedern der deutsch-reformierten Gemeinde im Jahr 1599 wurde Quad zu einer hohen Geldstrafe verurteilt. Da er diese nicht bezahlen konnte, musste er Köln verlassen. Die Abreise der Familie Quad aus Köln ist für Ende Oktober 1604 belegt. Vermutlich wurde ihm erlaubt, seine augenblicklichen Arbeiten zu vollenden. Nach dem Wegzug von Köln kamen noch zwei Werke heraus: Fasciculus geographicus (Köln 1608) und Teutscher Nation Herligkeit (Köln 1609).

## Letzte Lebensjahre in Weinheim und Eppingen (1608 bis 1613)

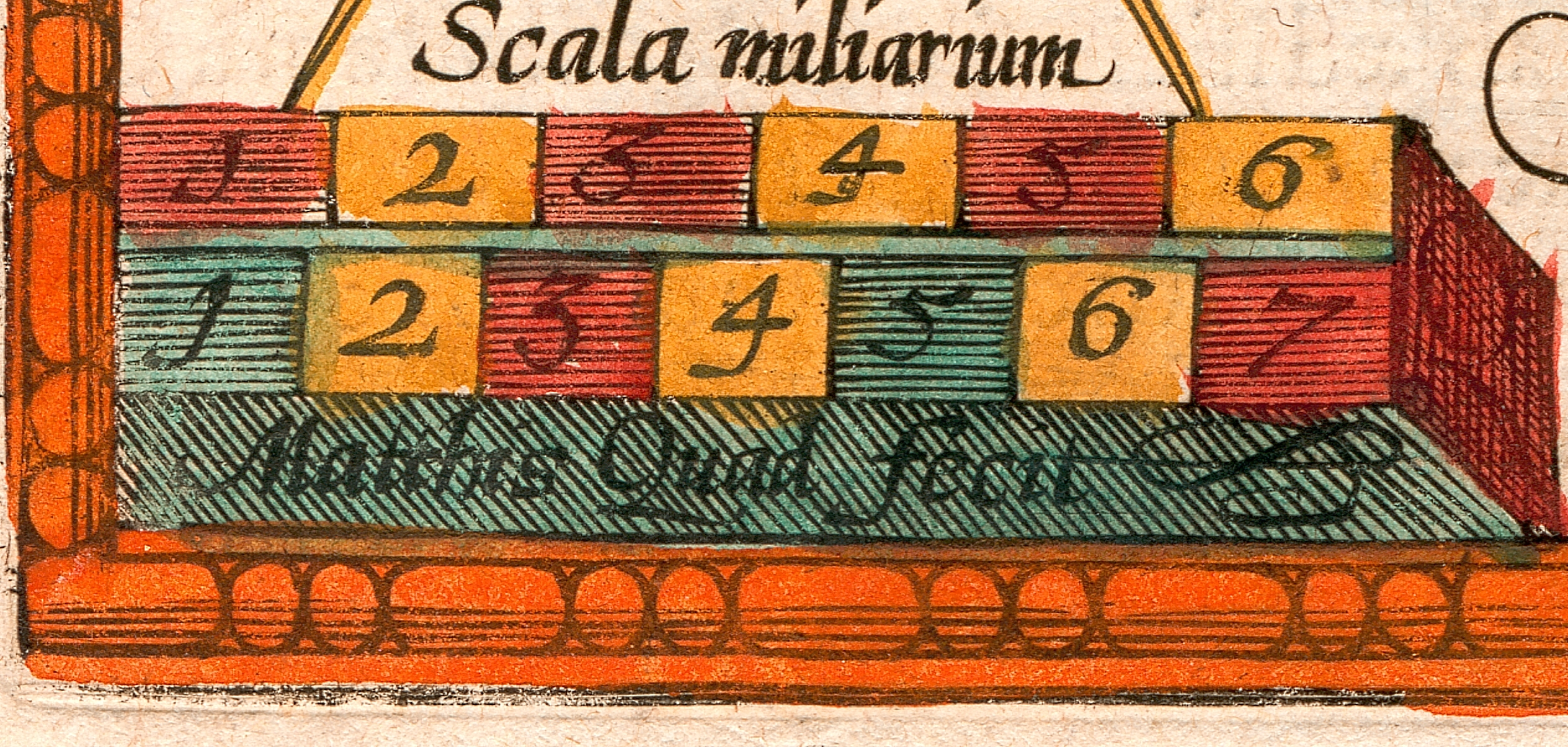
Matthis Quad fecit (Detail der obigen Karte)

Über Quads Wirken bis zum 24. Juni 1608, als er die Stelle des Rektors an der reformierten Lateinschule in Weinheim an der Bergstraße antrat, ist nichts bekannt. Seine baldige Entlassung 1610 ist in den Akten mit folgendem Hinweis vermerkt: „Ist abgesetzt worden wegen Nachlässigkeit“. Worin diese Nachlässigkeit bestand, ist nicht überliefert.
Am 6. Juli 1612 wurde er Collaborator an der reformierten Lateinschule in Eppingen, an der zu dieser Zeit Wendelinus Grevius Rektor war. Das Gehalt des Kollaborators betrug 62 fl. (Gulden), von denen 52 fl. aus der kurpfälzischen Kollektur (Vermögensverwaltung) und 10 fl. aus den Pfründen der Stadt bezahlt wurden. Weiter empfing er noch Wein, Hafer, Dinkel und eine „bequeme Behausung“. Auch dieses Amt versah Quad nur kurze Zeit. Er starb wohl vor dem 29. Oktober 1613, da zu diesem Zeitpunkt sein Nachfolger, Christoph Gilgenmeyr, eingesetzt wurde.
Quads Gesamtwerk umfasst 20 Titel, wenn man einmal von der Ähnlichkeit beziehungsweise Weiterentwicklung verschiedener Werke absieht, die in 32 Auflagen erschienen sind.